# 果里镇
果里镇，是中华人民共和国山東省淄博市桓台县下辖的一个乡镇级行政单位。

## 历史
1958年3月，设国里乡；同年9月，改为卫星第六公社，1966年7月，改建果里公社。1984年4月，撤社设乡。1994年6月7日，撤乡设镇。2001年3月，侯庄镇并入果里镇。 2020年6月，果里镇下辖1个社区、65个行政村。
2018年，果里镇有工业企业269家，其中规模以上工业企业75家，营业面积超过50平方米以上的综合商店或超市70家。

## 行政区划
果里镇下辖以下地区：
东马村、西边村、东边村、周坊村、姜坊村、前埠村、后埠村、付坡村、练家村、王斜村、西店村、东店村、徐斜村、陈斜村、西埠村、伊家村、前鲁村、后鲁村、东果里村、东义和村、西果里村、西义和村、急公村、三龙村、侯庄村、官东村、官中村、官西村、龙东村、龙南村、龙北村、西龙村、凤鸣村、马王村、杨桥村、吴磨村、西付村、面窝村、南王村、玉皇村、东付村、西沙村、东沙村、荣家村、孔家村、万家村、辛兴村、永富村、周家村、闫家村、苇河村、李王村、沈家村、景楼村、楼里村、店子村、夏家村、郝园村、红庙村、绍北村、绍南村、麻家村、黄家村、康家村和太平村。